# Topobea albertiae
Topobea albertiae är en tvåhjärtbladig växtart som beskrevs av John Julius Wurdack. Topobea albertiae ingår i släktet Topobea och familjen Melastomataceae.
Artens utbredningsområde är Colombia. Inga underarter finns listade i Catalogue of Life.